# Доломит
Доломитът е минерал с формула: CaMg(CO3)2. Често безцветен, бял или в различни нюанси. Показва преходи с други сложни карбонати – част от магнезия може да се замества от двувалентно желязо (анкерит) или от манган (кутнахорит). Реагира с киселини само когато е в прахово състояние.
- Плътност 2,85 – 3 g/cm3.
- Доломитът се използва в химическата промишленост – амониева селитра.

Доломитът е също така название за седиментна карбонатна скала, изградена от минералите доломит (присъствие над 50 %) и калцит. Бива седиментогенен (протодоломит), диагенетичен, хидротермален. В България характерен за средния триас.
- Приложение – в металургията като флюс, в циментовата промишленост и др.

- Снимки на доломит
- Доломит от Бразилия
- Доломит и магнезит от Навара, Испания
- Доломит и кварц от Франция
- Доломит и цинобър